# The Kiss (pel·lícula de 1929)
The Kiss és una pel·lícula estatunidenca dirigida per Jacques Feyder estrenada el 1929. Fou la darrera pel·lícula muda de la MGM, amb una banda sonora musical sincronitzada. La MGM tenia por de la seva estrella Greta Garbo que no dominava prou l'anglès i la va fer rodar pel·lícules mudes fins a l'últim segon mentre que el cinema parlat feia ja els seus primers passos. Fou la dissetena pel·lícula de Greta Garbo, que tenia llavors 24 anys, la desena de la seva carrera hollywoodenca.

## Argument
Irene està casada amb l'home de negocis parisenc Charles Guarry, més gran que ella. Té una relació amb l'advocat André Dubail i està a punt de deixar el seu marit, però vacil·la encara. Pierre Lassalle, el jove fill (18 anys) del seu marit està enamorat d'ella i la persegueix amb les seves atencions.
Un vespre, Charles negociarà una ajuda financera amb el milionari Lassalle, ja que és a la vora de la fallida. De camí, decideix entrar a casa seva i sorprèn la seva dona abraçant Pierre, que de fet estava forçant-la, i interpretant malament alguns dels seus gests i paraules. Se'n segueix una baralla i un tret sense que se sàpiga el que ha passat...
Charles és mort i les sospites de la policia la porten ràpidament a Irene, ja que les seves explicacions són contradictoris. És finalment acusada i és defensada en el procés per Dubail, el seu amant. És absolta segons la versió que el seu marit s'ha suïcidat pels seus greus problemes financers. Ni Lassalle ni el seu fill, que coneixen tanmateix la veritat, no han testimoniat en aquest sentit. Pierre creu que Irene l'estima, ja que l'ha defensat en la baralla amb Charles. Irene revela la veritat a Dubail: és ella que, per protegir Pierre, ha disparat al seu marit. Malgrat allò, Dubail l'estima ara i sempre...

## Repartiment
- Greta Garbo: Irene Guarry
- Conrad Nagel: André Dubail
- Holmes Herbert: Lassalle
- Anders Randolf: Charles Guarry
- Lew Ayres: Pierre Lassalle